# Seengen–Riesi

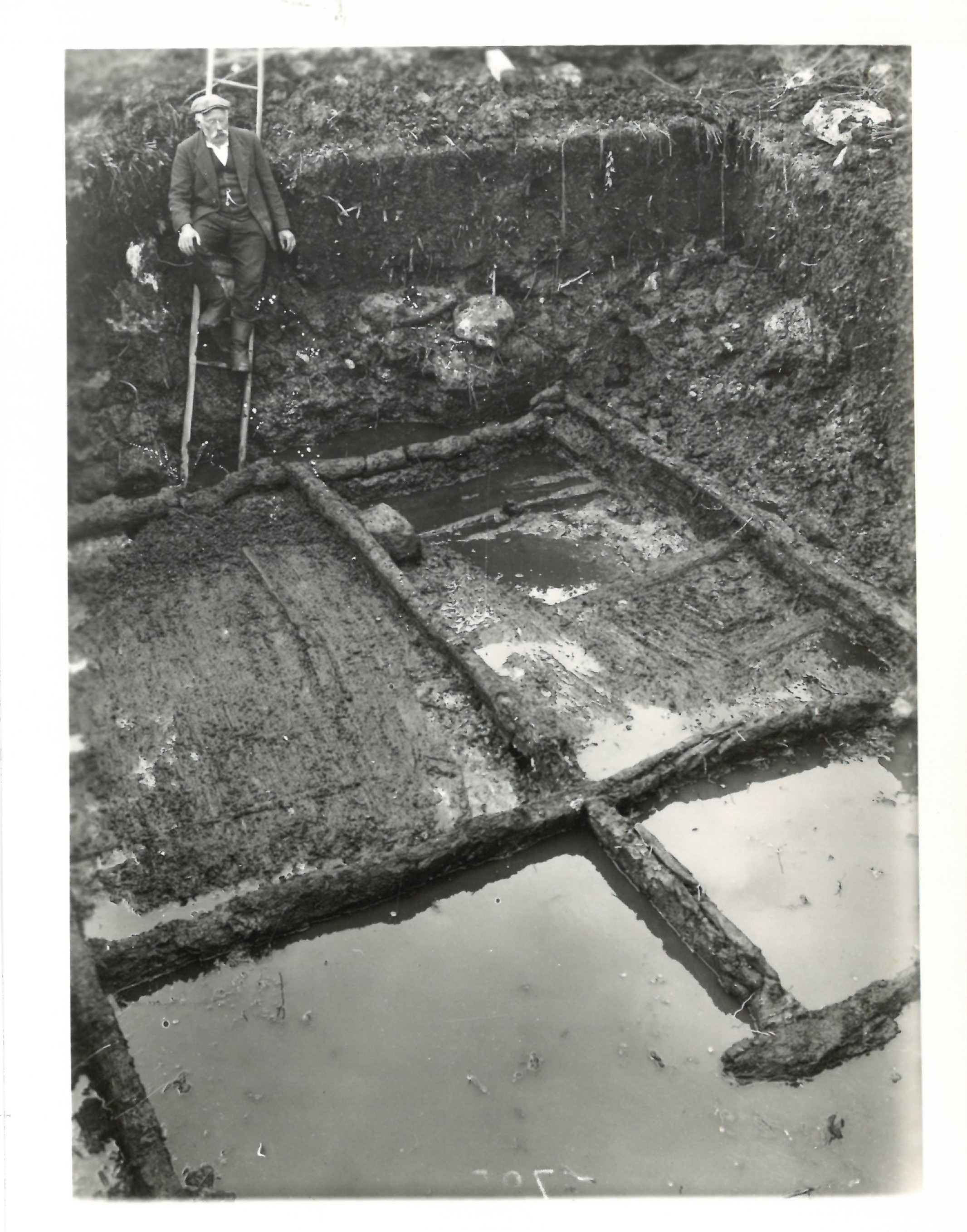
Ausgrabung im September 1923, Unterbau eines Pfahlbaus

Seengen–Riesi bezeichnet einen archäologischen Fundplatz in Seengen im Schweizer Kanton Aargau, im Moorreservat Riesi (auch Risle oder Rieslen) am Hallwilersee, in der Gegend des Ausflusses des Aabachs. Es handelt sich dabei um eine Seeufersiedlung (auch Pfahlbauerdorf oder Palafitte genannt) aus der Spätbronzezeit (11.–9. Jh. v. Chr.). Seit 2011 ist der Fundplatz Teil des UNESCO-Welterbes «Prähistorische Pfahlbauten um die Alpen».

## Entdeckung und Erforschung

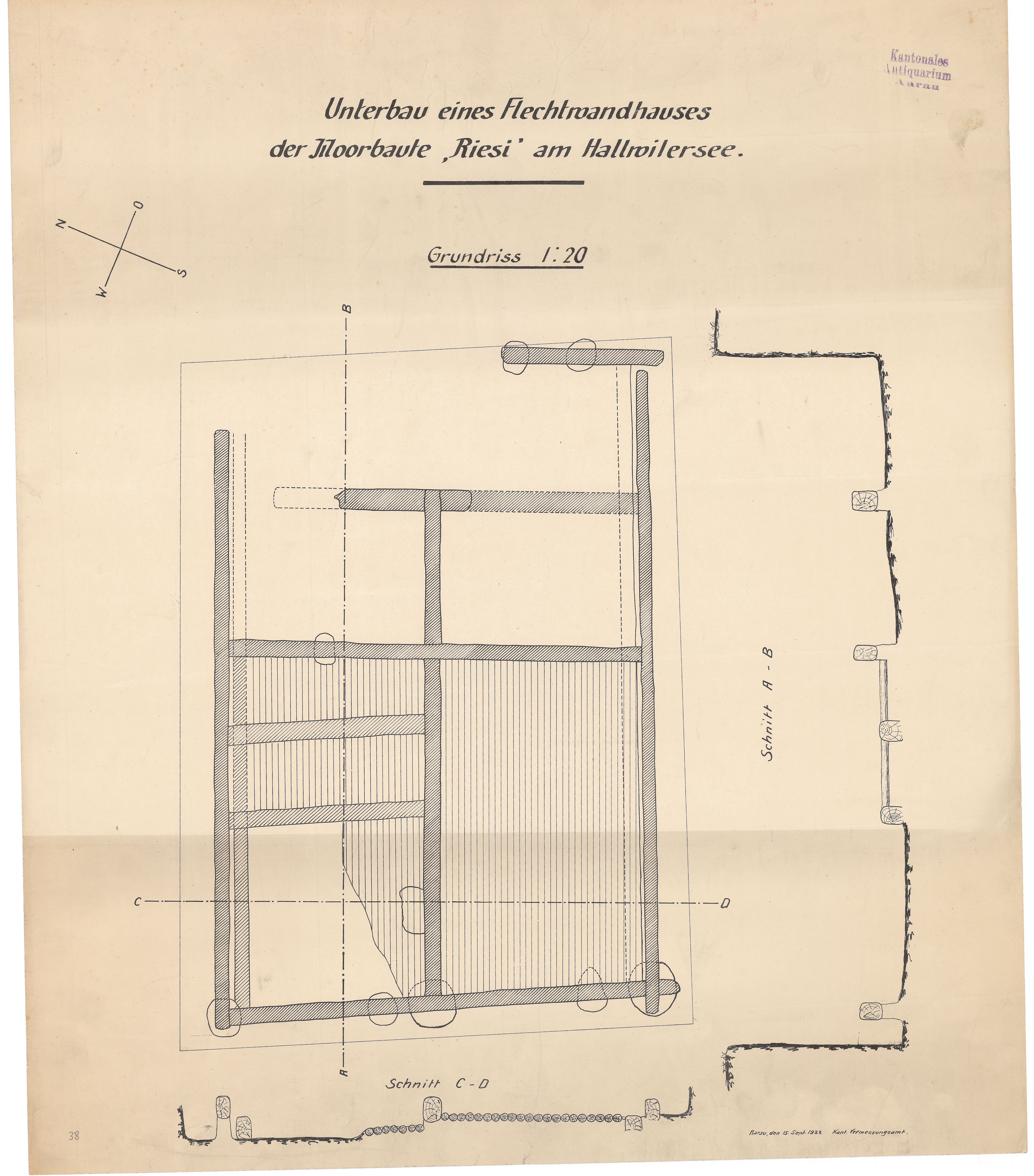
Plan des Unterbaus eines «Flechtwandhauses» von Reinhold Bosch aus dem Jahr 1923

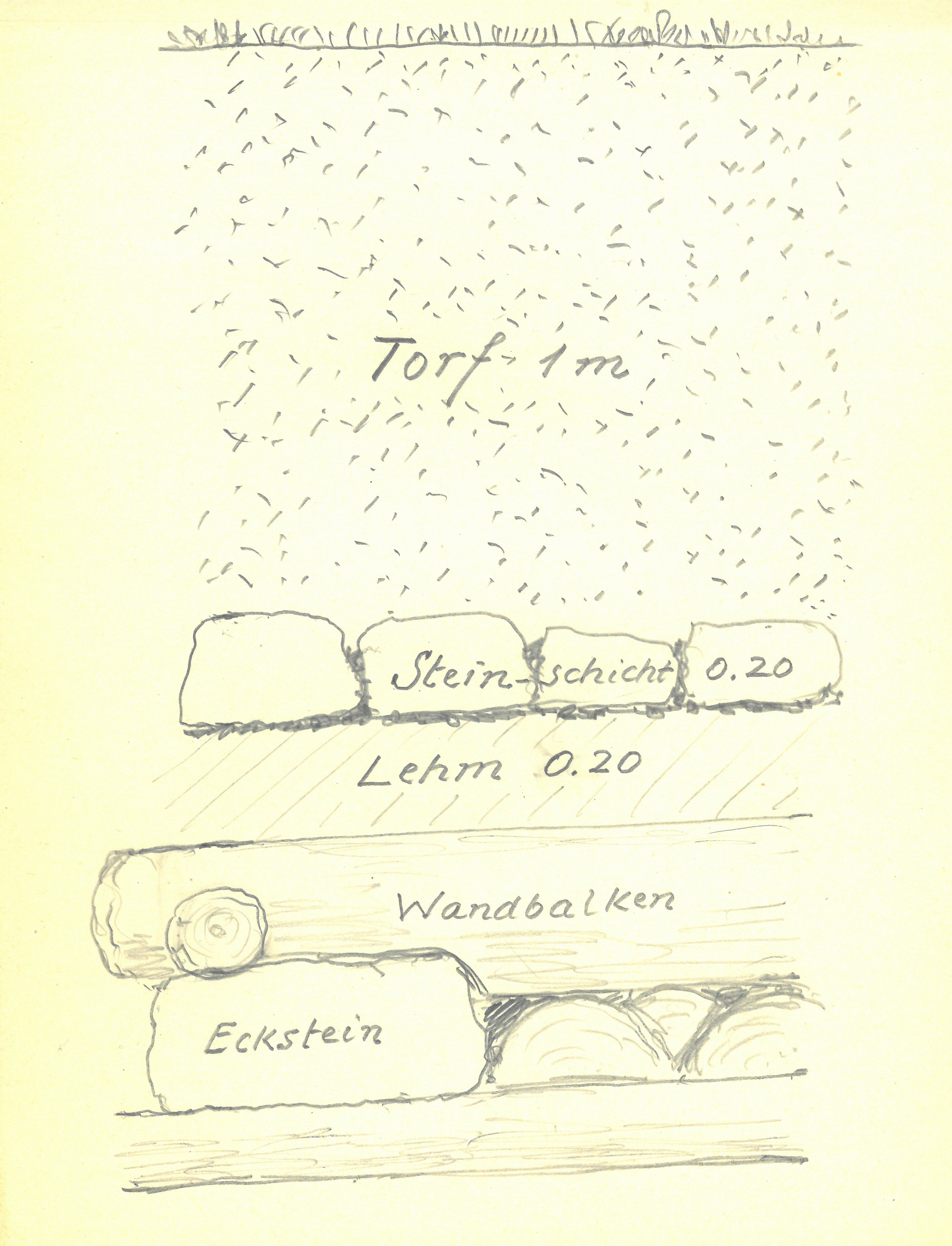
Stratigraphie-Zeichnung von Bosch, 1923

Zu Beginn der 1920er-Jahre vermutete man eine «Pfahlbaute» beim Ausfluss des Aabachs aus dem Hallwilersee, analog zur Situation an anderen Seen der Schweiz. Im Frühling 1923 führte deshalb der Posthalter Arnold Hauri von Seengen am Nordufer des Hallwilersees Versuchsbohrungen durch. In der sog. «Riesi», einem Moor-Reservat auf einer Halbinsel, stiess er auf Knochen und Topfscherben, die auf eine Seeufersiedlung deuteten. Noch im gleichen Jahr führten Reinhold Bosch und die «Historische Vereinigung Seengen» (heute «Historische Vereinigung Seetal und Umgebung») erfolgreiche Sondierungen und Grabungen durch. Eine weitere kleinere Grabung wurde 1925 unternommen.
Bereits die ersten Funde liessen vermuten, dass es sich um eine Siedlung aus der Spätbronzezeit handelt, die ins 11. bis 9. Jh. v. Chr. datiert. In der Schichtabfolge wurden drei Bauphasen erkannt. Die Ausdehnung der Siedlung beläuft sich auf 75 m Länge und 55 m Breite, so dass sie eine Fläche von über 4000 m² einnahm. Es wurde festgestellt, dass sie von einer Steinumwallung umgeben war. Nach Bosch handelt es sich nicht um einen Pfahlbau im eigentlichen Sinne, sondern um einen richtigen Moorbau.
In der Septemberkampagne 1923 wurde ungefähr in der Mitte der Siedlung ein Gebäudegrundriss im Ausmass von 4,40 m × 6,30 m freigelegt. Der Hausgrundriss zeigt eine Kombination aus senkrechten Pfosten und horizontalen Unterzügen. Das Rahmenwerk besteht aus Eichenbalken. Bosch spricht von einem «Blockwandhaus» mit einem einzigen Innenraum. Wey vermutet, dass es sich bei diesem aufgedeckten Befund um einen Unterbau handelt, auf dem erst der eigentliche Wohnbau folgt.
Darunter wurden die Bodenkonstruktionen einer zweiten und dritten Hütte gefunden, bei denen es sich laut Bosch um ein «Flechtwandhaus» handelte. Zumindest lassen die verschiedenen Lagen aufgedeckter Böden vermuten, dass es sich bei diesen älteren Hausbefunden um eine andere Bauweise handelt. Infolge des Einsinkens der Böden und eines Teiles der Wände mussten die Bauten offenbar von Zeit zu Zeit erneuert werden.
Bisher wurden nur etwa zwei Prozent der gesamten Siedlungsfläche archäologisch ausgegraben.
Verschiedene Funde sind heute (2019) im Museum Burghalde in Lenzburg ausgestellt.

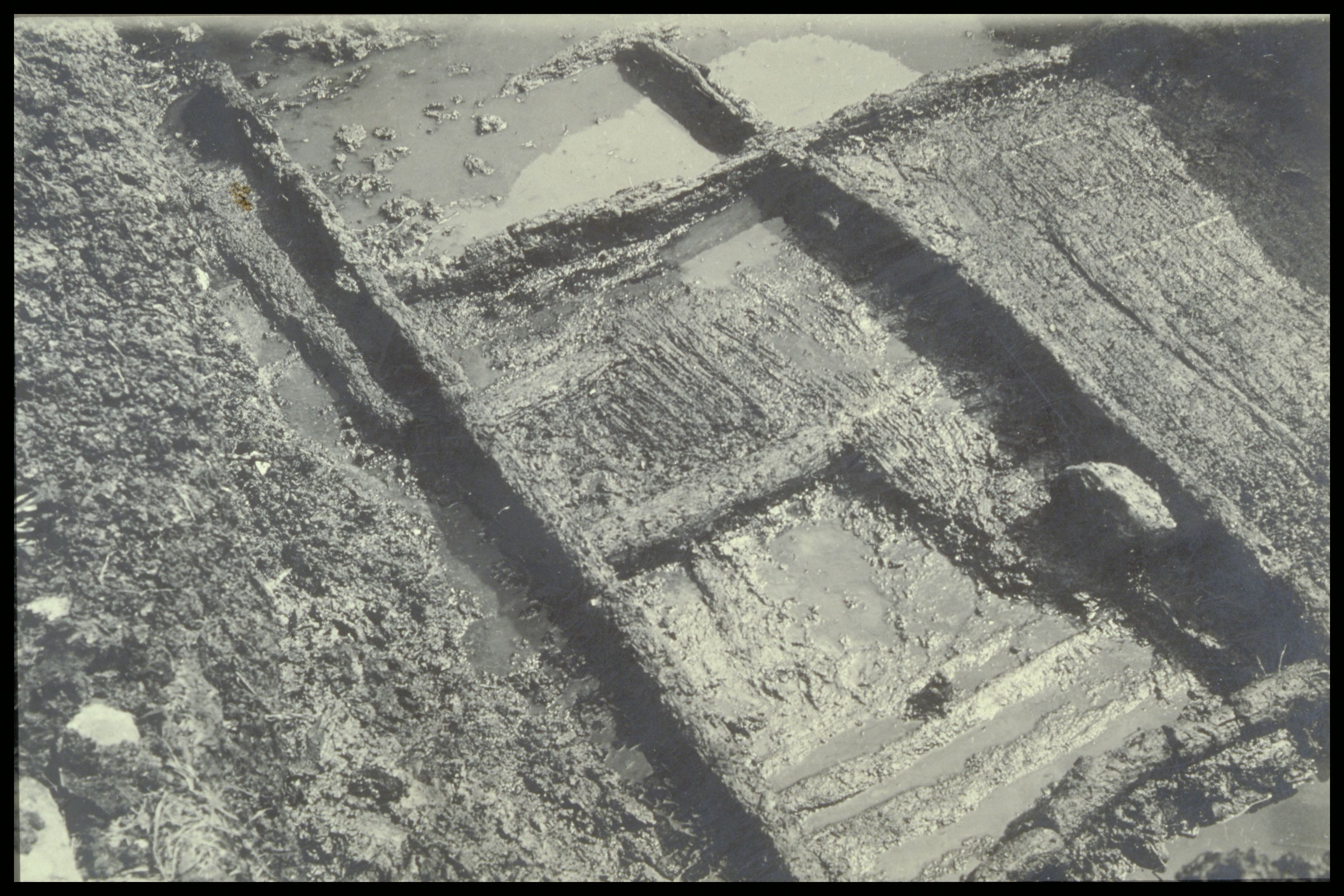
Grabungsfoto, 1923
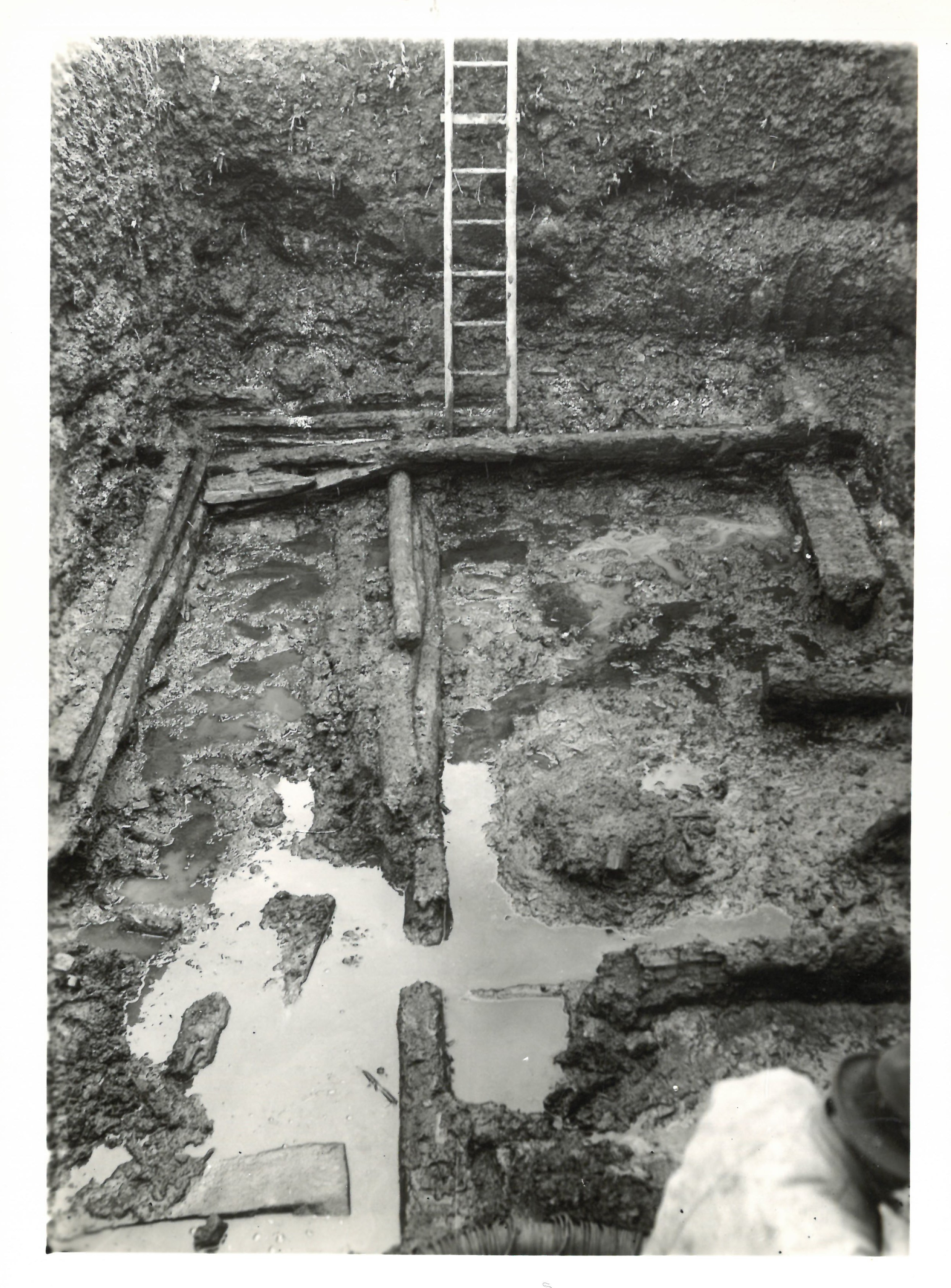
Grabungsfoto, 1923
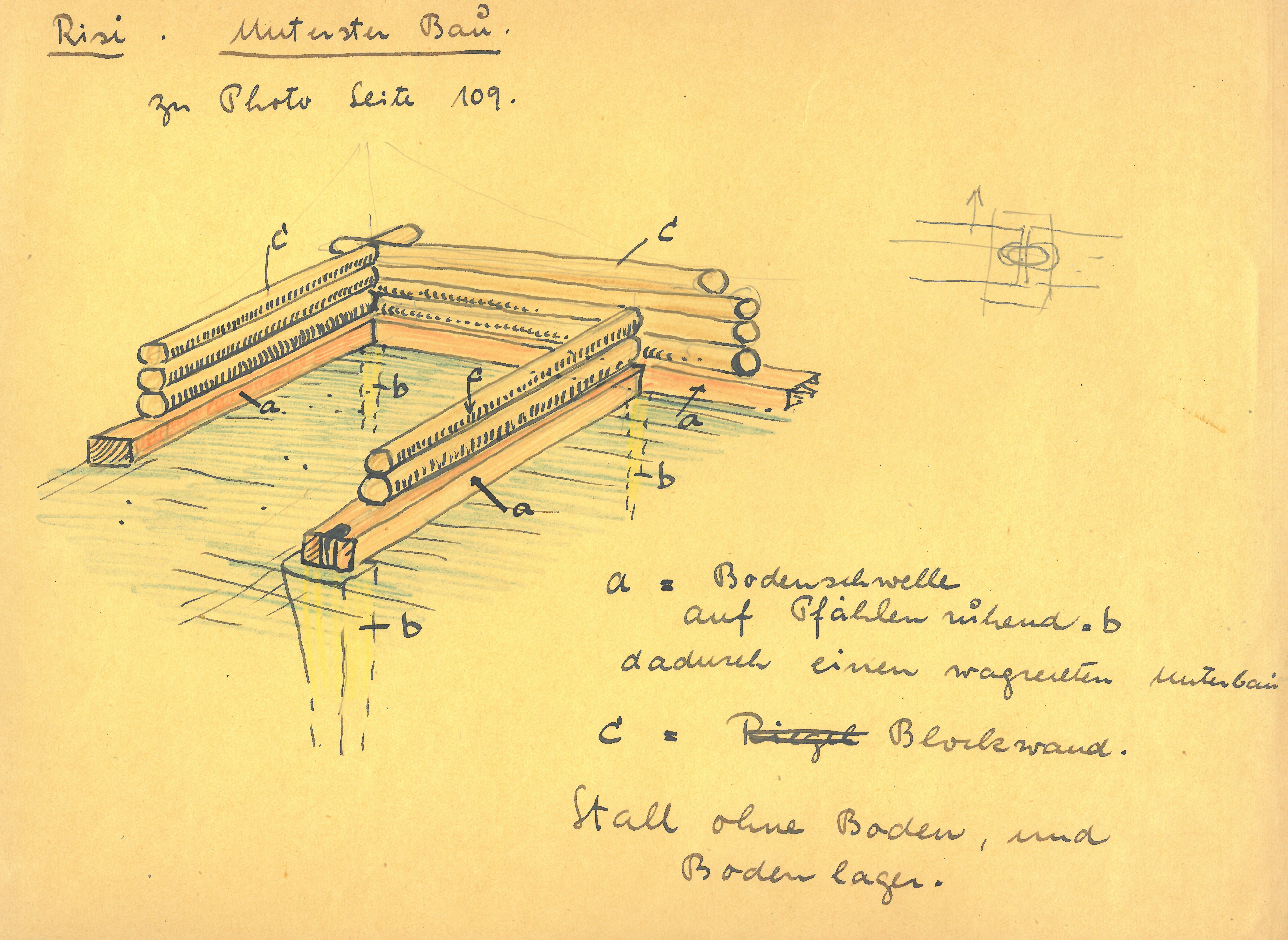
Rekonstruktion des Unterbaus nach Bosch, 1923
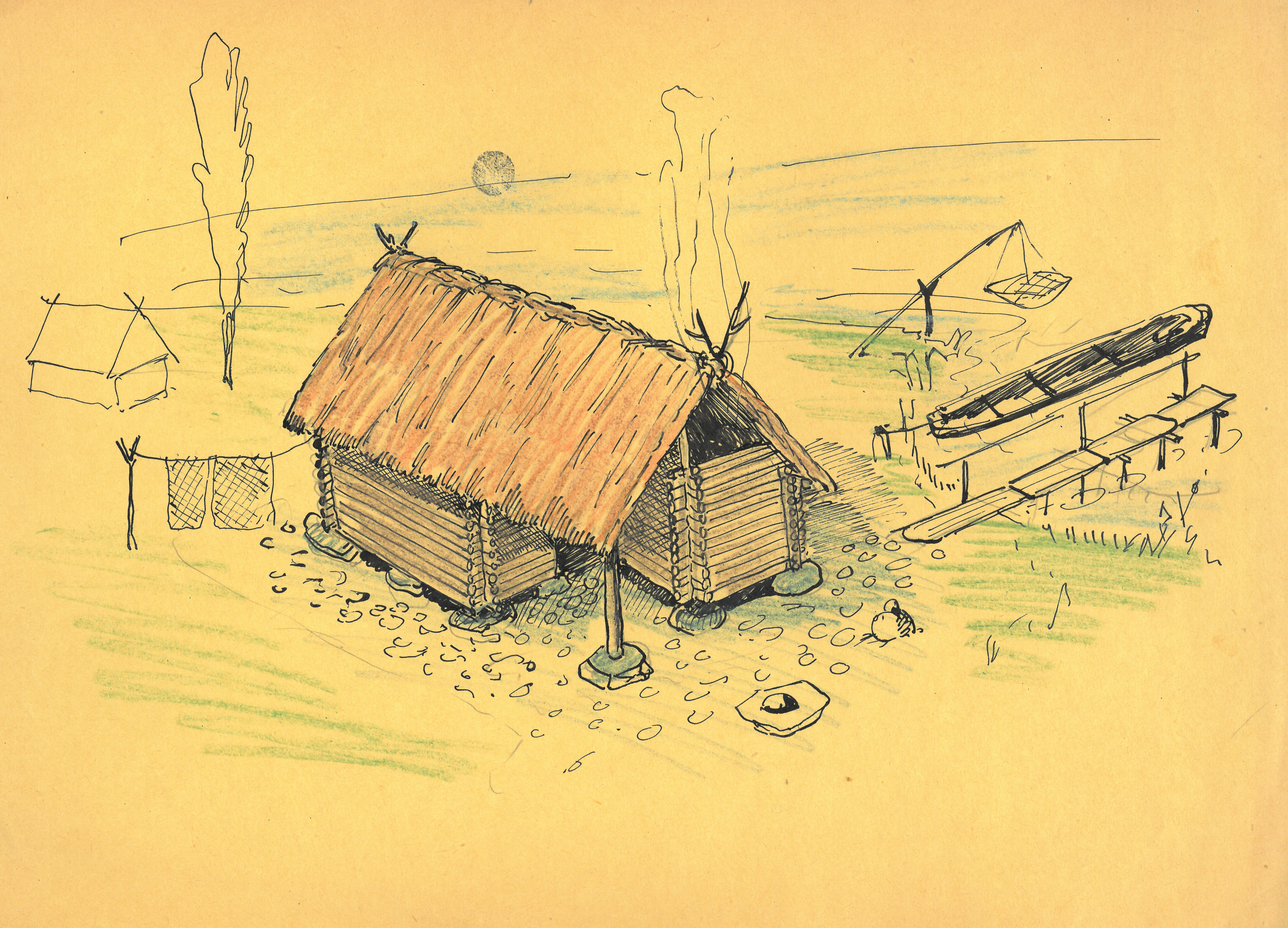
Rekonstruktionszeichnung eines Pfahlbaus von Reinhold Bosch

## Funde und Datierung

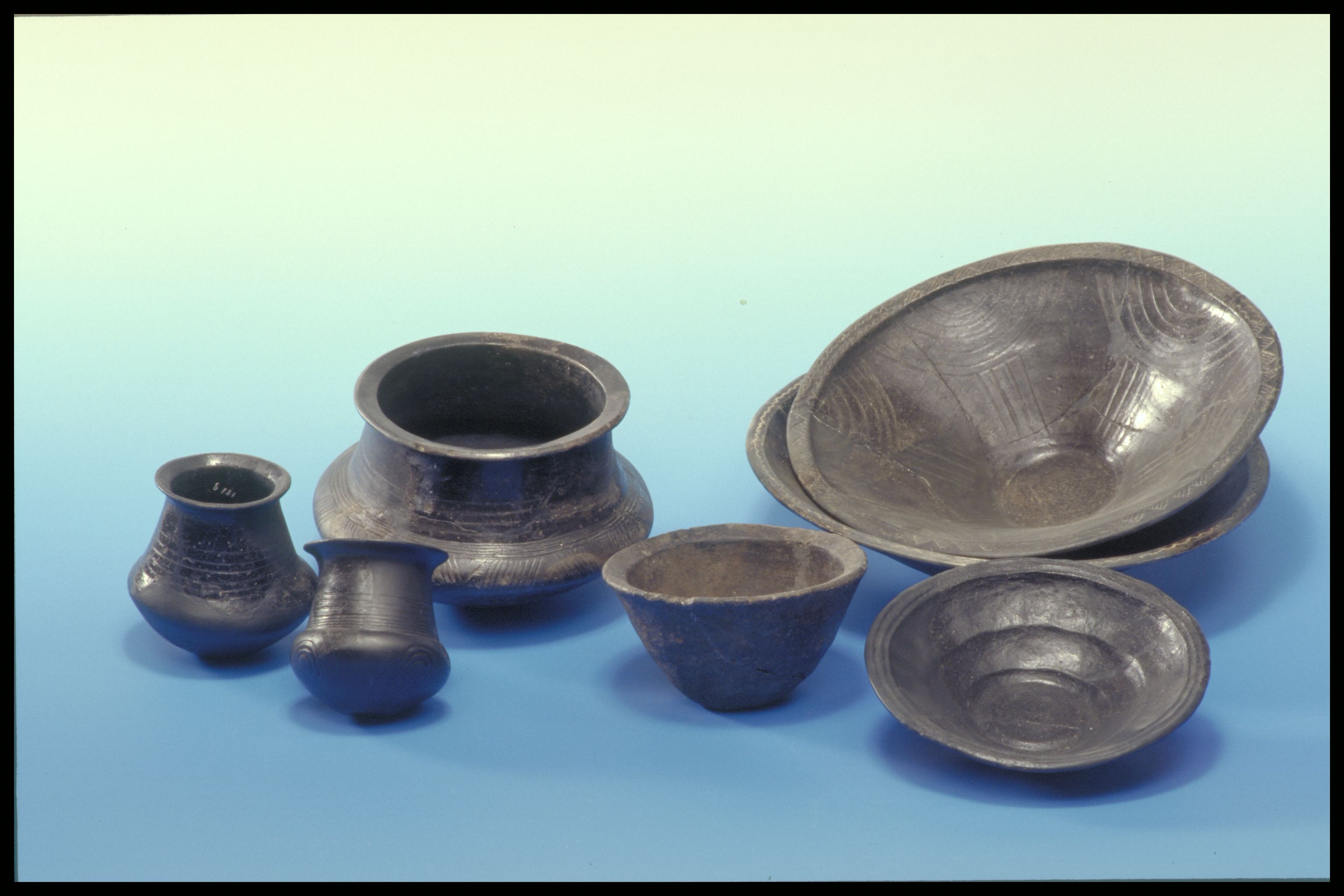
Spätbronzezeitliche Keramik aus Seengen–Riesi

Zu den Funden aus der Bronzezeit gehören Keramikfunde wie Kochtöpfe und feine Schalen, Glasperlen, eine Steinperle, verschiedene zum Teil verzierte Tonwirtel, die zum Spinnen gebraucht wurden, mehrere Reibsteine, ein Steinbeil, einige Feuersteinmesserlein, eine halbe Bronze-Oberarmspange, drei Bronzenadeln, einige Mühlesteine, Schleudersteine, ein Bergkristall mit Schlagspuren und vieles andere mehr.
Nach Wey verweisen die scharf abgeflachten Ränder der Gefässe, Zierelemente wie eingeritzte Zickzacklinien, Dreieckreihen, Linienbänder und hängende Bögen sowie Nadeln mit abgeflachtem Kugelkopf und eine Zweikopfnadel in die Hallstattzeit der Stufe Ha A2 (11. Jh. v. Chr.). Auch die nachfolgende Stufe Ha B1 scheint mit reicher gefüllten Zierzonen noch vertreten zu sein.

## Der Siedlungstyp Seeufersiedlung
Bei Seeufersiedlungen handelt es sich um archäologisch besonders wertvolle Fundstellen, da im Feuchtbodenmilieu Hinterlassenschaften aus organischem Material erhalten bleiben, beispielsweise Bauhölzer und organische Abfälle die z. B. bei Zubereitung und Verzehr von Nahrung entstehen (siehe Erhaltungsbedingungen für organisches Material). Die Holzbauten lassen sich mittels Dendrochronologie besonders gut datieren. Allerdings sind die Kulturschichten sehr empfindlich und durch verschiedene menschliche und natürliche Einflusse bedroht.
Der Siedlungstyp der Seeufersiedlung tauchte in der frühen Jungsteinzeit um 4500 v. Chr. auf und verschwand am Ende der Bronzezeit um 850–800 v. Chr. Er war an Seeufern und in Moorgebieten beiderseits der Alpen verbreitet. Die grösste Anzahl fand sich im Schweizer Mittelland. Es handelt sich bei den jungsteinzeitlichen und bronzezeitlichen Siedlungsresten um Dörfer, die von den ersten Ackerbauern und Viehzüchtern in dieser Region errichtet wurden (siehe Neolithische Revolution).
Ein Hauptgrund, warum die jungsteinzeitlichen und bronzezeitlichen Bauern ihre Dörfer auf trocken gefallenen Strandplatten von Seen oder Moorgebieten errichteten, dürfte die Suche nach einer dauerhaften Wasserstelle in Zeiten relativer Trockenheit gewesen sein. Ausserdem dürfte der weiche, kaum bewachsene Baugrund ein Anreiz gewesen sein, da er es erlaubte, Holzpfähle in den Boden zu rammen, die Dach und Wände der Häuser trugen.
Stieg der Seespiegel infolge einer Klimaverschlechterung an, wurde die überschwemmte Siedlung aufgegeben bzw. in ein höher gelegenes Gebiet verlegt. Die Kulturschicht und die organischen Reste wurden dann durch das Wasser und den Schlick konserviert.

## UNESCO-Welterbe «Prähistorische Pfahlbauten um die Alpen»
Am 27. Juni 2011 hat die UNESCO 111 Fundstellen aus 6 Ländern Deutschland, Italien, Frankreich, Slowenien, Österreich und der Schweiz als «Prähistorische Pfahlbauten um die Alpen» in die Weltkulturerbeliste aufgenommen. In der Schweiz sind es 56 Fundstellen aus der Jungstein- und Bronzezeit. Für den Kanton Aargau sind dies die beiden Siedlungsstellen Seengen-Riesi und Beinwil-Ägelmoos.
Es werden insbesondere zwei wichtige Forschungsschwerpunkte hervorgehoben:
- Seeufersiedlungen liefern Erkenntnisse über die Beziehungen von Umwelt und Bevölkerung über einen Zeitraum von rund 4000 Jahren, insbesondere die Reaktionen der Bevölkerung auf Klimaschwankungen.
- Die Zeugnisse liefern Erkenntnisse über die sozialen Beziehungen zwischen verschiedenen identifizierten Kulturen. Das betrifft sowohl die Ufersiedlungen untereinander als auch der materielle und immaterielle Austausch mit anderen Kulturen auf dem europäischen Kontinent.

## Nachgebauter Pfahlbau in Seengen
Beim Männerbad in Seengen steht ein nachgebautes Pfahlbauhaus. Dieses wurde 1989 nach Vorbild von Ausgrabungsbefunden aus dem Wauwilermoos (Kanton Luzern) gebaut. Informationstafeln machen auf die Seeufersiedlungen im und um den Hallwilersee aufmerksam.

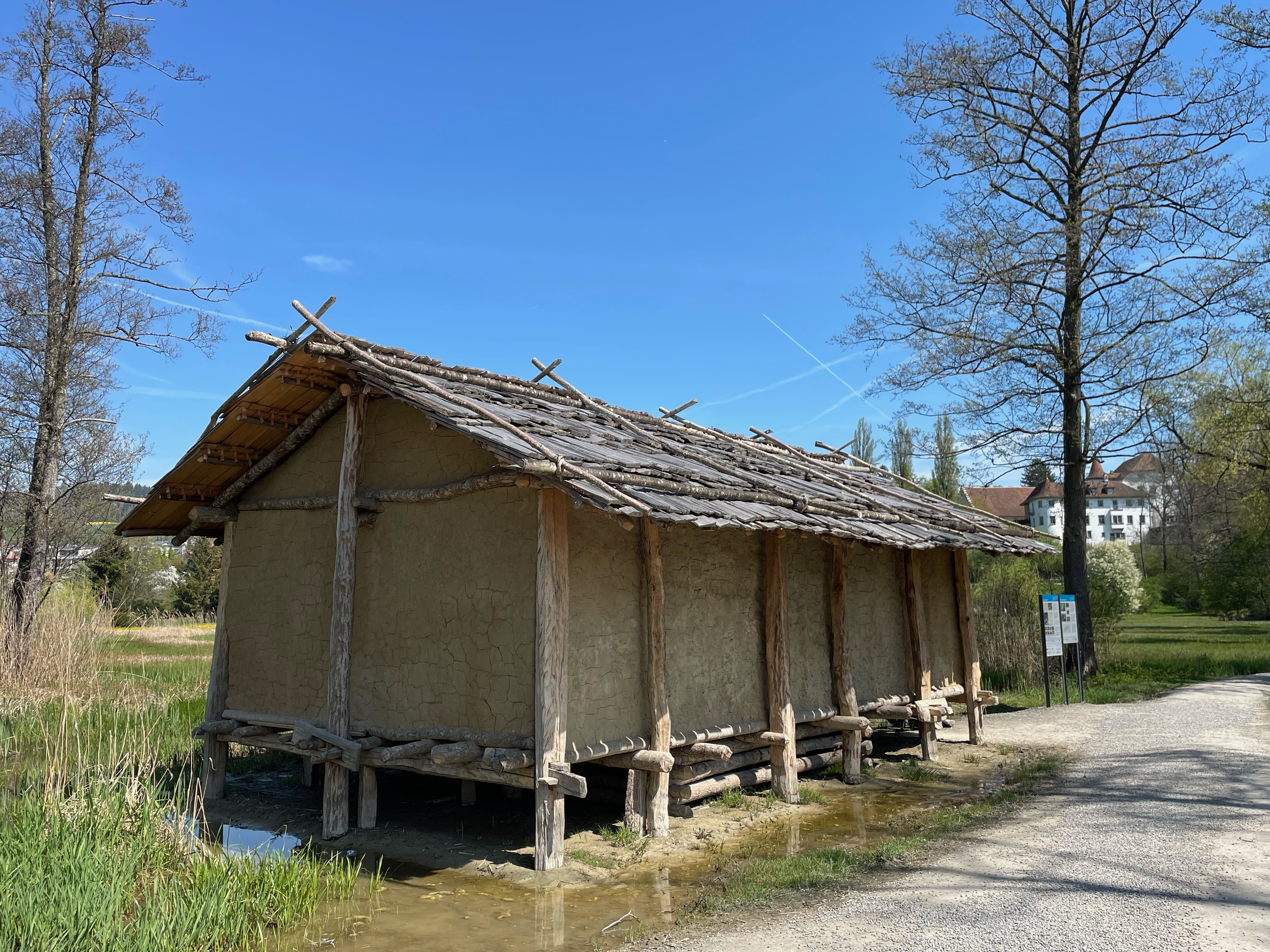
Mit Schindeln gedeckter Nachbau
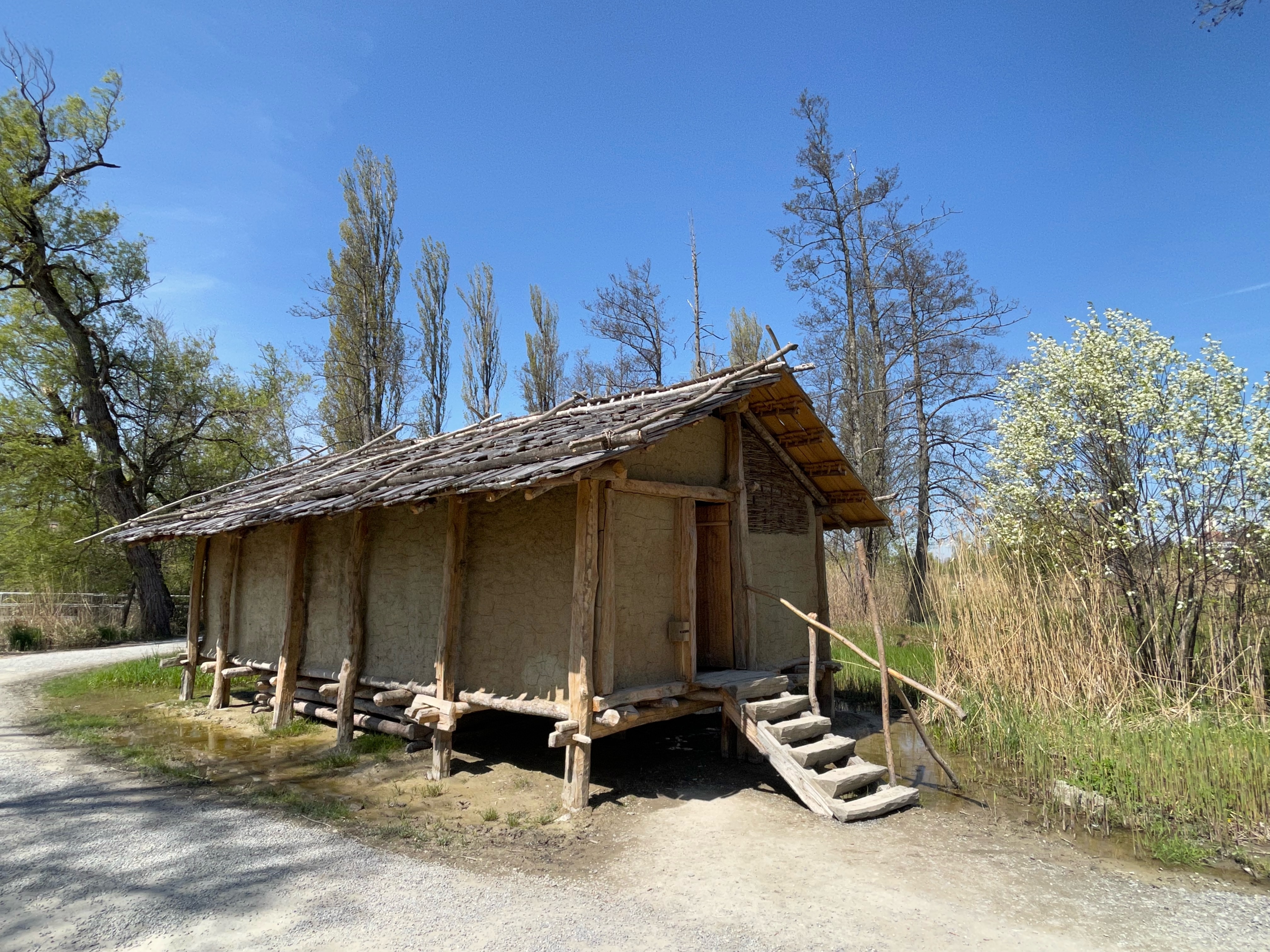
Eingang
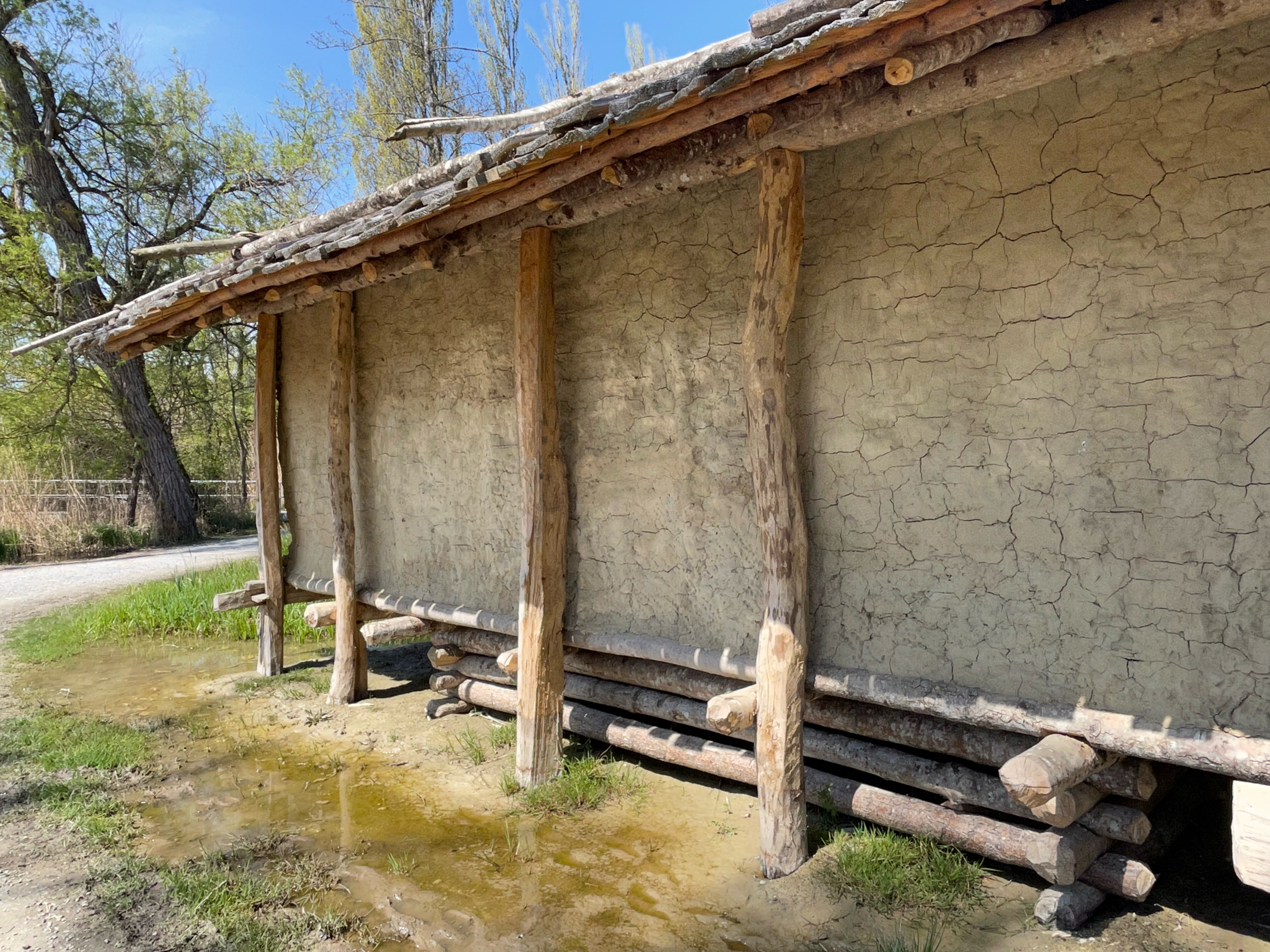
Mit Lehm bestrichene Flechtwand
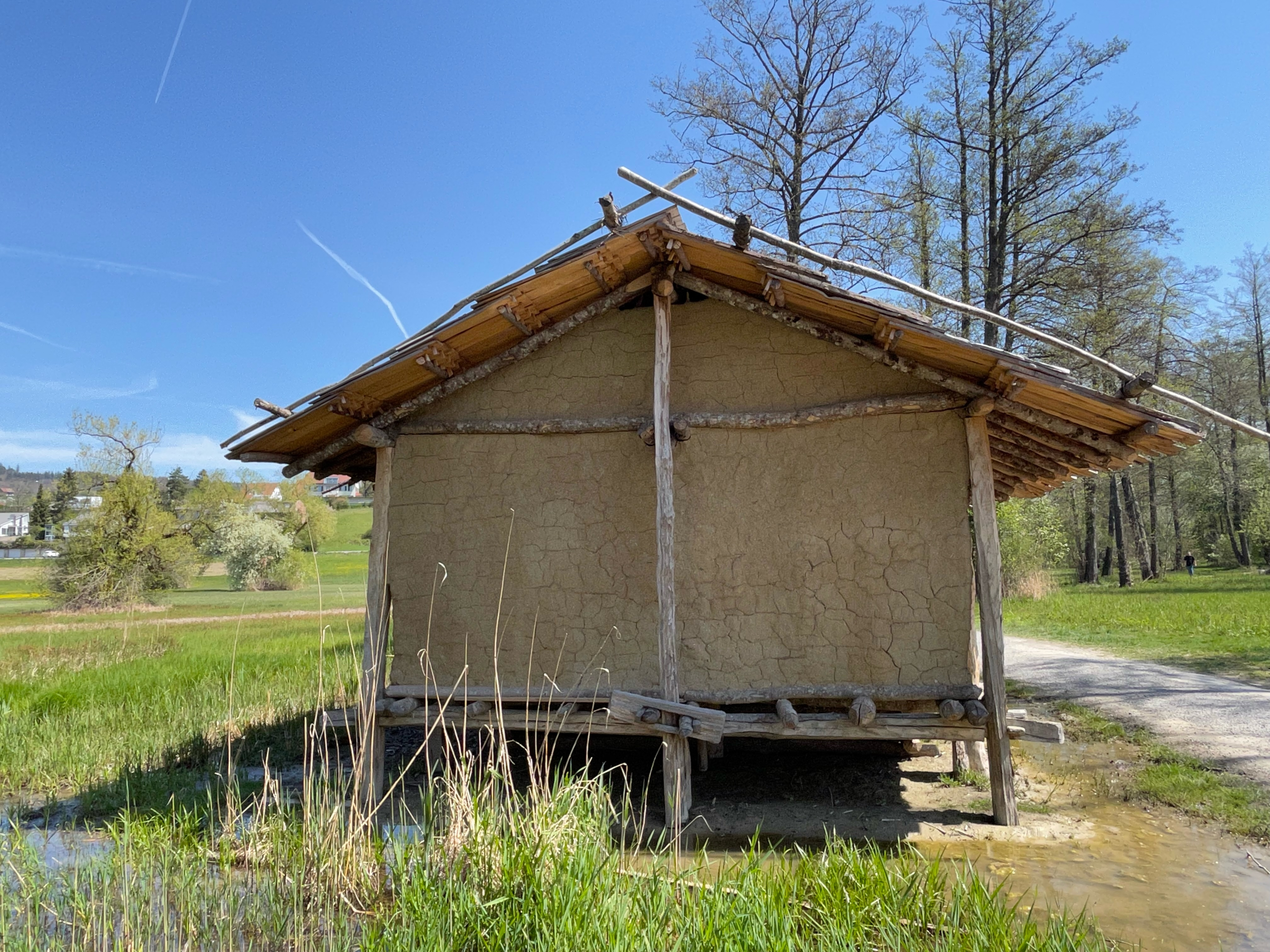
Giebelseite